# 俄文法政专门学校
俄文法政专门学校是北洋政府设在北京的公立俄文高等学校。

## 历史
1899年总理各国事务衙门大臣兼中东铁路督办许景澄奏请设立东省铁路俄文学堂。校址位于崇文门内荣公府花园。道胜银行每年拨款25000两白银作为办学经费。义和团运动平息后，总理各国事务衙门另租东单牌楼二条胡同的民房为校址复学。1903年迁入东总布胡同的自建校舍。1906年按照《中等学堂章程》办学。每年招生60人，不需缴纳学费生活费。只开设俄文、中文两门课程。招收初等学堂毕业生。
1912年更名为外交部俄文专修馆。邵恒浚任校长。为五年制的高等学堂。设有数学、历史、地理、法语、经济学、财政学、国际法、行政法、民法、刑法、法学通论、约章、体操等十余门辅修课程。上午九时至十二时为3堂俄文课，下午一时至四时为辅修课程，四时至五时为体育活动；星期日上午为全校集体活动。民国三年、四年、五年各毕业10人、13人、12人。
1917年俄国二月革命后，道胜银行资金无法拨付，改为外交部出资办学。校长由陆是元接任。1917至1920年逐年毕业人数为20、14、21、25人。
1921年夏维崧继任校长，1922年升格为北京俄文法政专门学校，毕业生去东省特别区各法院任用。1921至1923年毕业人数25、23、27人。
1924年改为由中东铁路每年拨付5万金卢布资助办学。1926年2月校址给中俄大学办学，俄文法政专门学校暂借顺城街中国大学。1926年9月搬回原址办学。
1927年外交部长王荫泰更名为外交部部立法政专门学校。1928年6月并入国立北平大学称“俄文法政学院”。1931年8月，教育部下令结束“俄文法政学院”，改组为商学院。

## 校友
- 瞿秋白
- 耿济之
- 郭道甫
- 张寿增
- 张昭德